# Yolande Nyonda
Yolande Nyonda, née le 12 janvier 1965 à Libreville et morte le 13 juillet 2024 dans sa 59è année dans la même ville. Elle est une haute fonctionnaire et femme politique gabonaise. Elle occupe plusieurs postes de responsabilité dans l’administration centrale, notamment comme secrétaire générale du budget, avant de devenir ministre déléguée dans différents gouvernements du président Ali Bongo Ondimba. Elle est également engagée dans la promotion des droits des femmes et active dans la vie politique au sein du Parti démocratique gabonais (PDG).

## Biographie

### Jeunesse et études
Yolande Christiane Nyonda naît le 12 janvier 1965 à Libreville. Elle est la fille de Vincent de Paul Nyonda, ancien ministre et figure majeure du théâtre gabonais. Elle obtient un baccalauréat série D en 1985, puis poursuit ses études en Belgique. Elle est diplômée de l’école HEC Bruxelles en 1990, puis obtient en 1991 un diplôme de troisième cycle en commerce international à l’Université Libre de Bruxelles (Solvay). En 2003, elle intègre le CEFEB (Centre d’Études Financières, Économiques et Bancaires) de l’Agence française de développement dont elle sort vice-major de la 23ᵉ promotion.

### Carrière administrative et politique
Yolande Christiane Nyonda débute dans l’administration publique en tant que représentante de l’antenne du Centre gabonais du commerce extérieur à Bruxelles (1994–1997). Elle occupe plusieurs postes :
- directrice adjointe de la Caisse Cacao-Café (1997–2005) ;
- directrice générale adjointe des Caisses de stabilisation et de péréquation (2006–2009)[2] ;
- secrétaire générale du ministère du Budget, des Comptes publics et de la Fonction publique, chargé de la Réforme de l’État (2009–2015)[2] ;
- secrétaire générale du ministère du Budget et des Comptes publics (2015–2017) ;
- secrétaire générale du ministère des Travaux publics (2017–2019)[3].

Le 10 juin 2019, elle est nommée ministre déléguée auprès du ministre de l’Éducation nationale, chargée de la Formation civique. Le 17 juillet 2020, elle devient ministre déléguée auprès du ministre des Affaires étrangères, fonction qu’elle exerce jusqu’au coup d’État militaire du 30 août 2023,.

### Engagement politique
Membre du Parti démocratique gabonais, elle est chargée de la veille au sein du Centre d’études politiques du PDG entre 2013 et 2018. Elle est également tête de liste du PDG aux élections locales dans le département de Tsamba-Magotsi (province de la Ngounié) en 2013 et 2018.

### Engagement associatif
En 2005, elle cofonde, avec d’autres femmes, l’association l’Association des Femmes Cadres du Gabon, visant à valoriser les compétences féminines dans l’administration et le secteur privé. Elle dirige également le magazine Présence (2006–2007) et participe à la fondation du mouvement féministe L’Appel des Mille et Une (APU) en 2016, dont elle devient première vice-présidente.

### Distinctions
- Officier de l’Ordre national de l’Étoile équatoriale (2017) ;
- Lauréate parmi les 200 meilleurs managers publics du Gabon (2010)[3].

### Vie personnelle
Yolande Nyonda est mère de cinq enfants  dont quatre filles et un garçon. De confession catholique, elle est reconnue pour sa foi profonde du fait qu’elle associe à son engagement public et associatif.

### Décès
Yolande Nyonda est décédée le 13 juillet 2024 à Libreville. Sa disparition suscite de nombreux hommages dans les milieux politique, administratif et associatif du Gabon,.